# Masamune Date
Masamune Date (jap. 伊達 政宗 Date Masamune; ur. 5 września 1567, zm. 27 czerwca 1636) – japoński feudał żyjący w okresie Azuchi-Momoyama i wczesnym okresie Edo, spadkobierca długiej linii potężnych daimyō z rejonu Tōhoku, założyciel miasta Sendai, zręczny taktyk. Z racji braku jednego oka nazywanym jednookim smokiem.

## Tło historyczne

Mon rodu Date

Ród Date został założony we wczesnym okresie Kamakura przez Tomomune Isę, wywodzącego się z okręgu Isa w prowincji Hitachi (obecnie prefektura Ibaraki). Nazwa rodu pochodzi od okręgu Date w prowincji Mutsu (obecnie prefektura Fukushima). Tomomune Isa otrzymał okręg Date w lenno w zamian za pomoc udzieloną Yoritomo Minamoto podczas wojny Genpei (1180–1185) oraz w starciu z jego młodszym bratem, Yoshitsune Minamoto.

## Młody Masamune
Masamune był najstarszym synem Terumune Date, władcy okręgu Rikuzen w prowincji Mutsu. Jego matka była córką Yoshimoriego Mogami. Masamune urodził się w 1567 roku w zamku Yonezawa w prowincji Dewa (obecnie prefektura Yamagata). Jako dziecko nosił imię Bontenmaru.
W 1572 roku Masamune rozpoczął naukę doktryny buddyjskiej i chińskich klasyków u kapłana sekty Rinzai, Kosaia Sōitsu. W tym samym czasie rolę przybocznego Masamune piastować zaczął syn kapłana shintō, Kagetsuna Katakura, który miał się stać jego najbliższym towarzyszem i współpracownikiem. W 1577 roku młody Date wkroczył w wiek męski, a dwa lata później został ożeniony z córką Kiyoakiego Tamury, Megohime.
W roku 1581 w wieku 14 lat Masamune poprowadził swoją pierwszą kampanię wojenną, wspomagając ojca w walce z rodem Sōma. W 1584 roku 18-letni Masamune przejął schedę po swoim ojcu, 40-letnim Terumune, który zdecydował się przejść w stan spoczynku. Z początku nie chciał przejąć przywództwa nad klanem, wymawiając się młodym wiekiem, ale Terumune, dostrzegając w nim zalążki wielkiego talentu dowódcy, nie przyjął odmowy.
Kilka elementów odróżnia Masamune Date od jemu współczesnych. Do najważniejszych zaliczyć można słynny, budzący postrach hełm z symbolem półksiężyca, jak również brak jednego oka. Jako dziecko Masamune stracił wzrok w prawym oku na skutek czarnej ospy. Niejasne pozostają natomiast okoliczności całkowitej jego utraty. Niektóre źródła podają, że sam sobie je odjął na skutek sugestii starszego członka rodu, że niesprawne oko może stać się celem ataku wroga. Inni twierdzą, że Masamune skorzystał z pomocy zaufanego wasala Kagetsuny Katakury. Na pytanie Hideyoshiego, co się stało z jego prawym okiem, odpowiedział ponoć: „Wypadło, kiedy spadłem z drzewa, a wyglądało tak smakowicie, że je zjadłem”. Brakujące oko stało się powodem, dla którego własna matka uznała Masamune za niezdolnego do przejęcia władzy nad rodem Date i zaczęła popierać kandydaturę jego młodszego brata.
W ciągu pokoleń poprzedzających przyjście na świat Masamune ród Date zawarł liczne sojusze poprzez małżeństwa, ale w XV i XVI wieku rozgorzało wiele konfliktów o ziemie. Wkrótce po przejęciu przywództwa nad rodem przez Masamune ich wasal Sadatsuna Ōuchi przeszedł do obozu rodu Ashina z rejonu Aizu. Masamune wypowiedział wojnę rodowi Ashina, ale marsz jego wojsk został zatrzymany w Hibarze przez generała klanu Ashina, Morikuniego Inawashiro, i Masamune został zmuszony do wycofania się z walki. Trzy miesiące później Masamune obległ twierdzę Ōuchiego w Otemori. Obrońcy zapłacili straszną cenę za zdradę – ok. 800 osób w różnym wieku poległo wówczas od miecza. Gdy wieść o rzezi dotarła do uszu Ōuchiego, podpalił on zamek Obama i salwował się ucieczką.
Stopniowo Masamune począł odrzucać dawne sojusze i przystąpił do podboju sąsiednich ziem, nawet tych należących do spokrewnionych rodów w prowincjach Dewa i Mutsu. Sąsiadujący z Date ród Hatakeyama, zszokowany jego bezwzględnością, zaapelował do Terumune Date o powstrzymanie zapędów syna. W odpowiedzi Terumune przyznał się do braku kontroli nad Masamune. W niespotykanym akcie desperacji ród Hatakeyama zdecydował się porwać daimyō seniora, korzystając z pretekstu kurtuazyjnej wizyty w podzięce za wstawiennictwo. Masamune dowiedział się o porwaniu ojca podczas polowania. Gdy pościg dopadł uciekinierów nad rzeką Abukuma, Terumune nakazał ludziom syna wyeliminować napastników, nie zważając na jego (Terumune) bezpieczeństwo. Żołnierze postąpili zgodnie z rozkazem i wystrzelali wszystkich, łącznie z daimyō.
Po zakończeniu obrzędów pogrzebowych Terumune pomiędzy rodami Date i Hatakeyama wybuchła regularna wojna. Ród Hatakeyama uzyskał poparcie rodów Satake, Ashina i Sōma. Wojska koalicji w sile 30 000 żołnierzy podeszły na pół mili od zamku Motomiya. Masamune miał do dyspozycji tylko 7000 żołnierzy. Zaplanował obronę opartą na serii fortów broniących dostępu do zamku. Walki wybuchły 17 listopada. Sytuacja wojsk rodu Date nie przedstawiała się pomyślnie. Trzy z cennych fortów zostały zdobyte przez wroga, a jeden z głównych wasali Masamune, Yoshinao Moniwa, zginął w pojedynku z wrogim dowódcą. Oddziały napastników zbliżały się do rzeki Seto, ostatniej linii oporu. Masamune zebrał pozostałe siły w obrębie murów Motomii i przygotował się do ostatecznej, beznadziejnej obrony. Tymczasem następnego ranka ku wielkiej uldze obrońców główny kontyngent wroga zwinął obóz i odstąpił od oblężenia. To Yoshishige Satake dowiedział się, że pod jego nieobecność wojska rodu Satomi zaatakowały jego ziemie w Hitachi. Najwyraźniej pozostałe wojska koalicji uznały, że nie dysponują wystarczającą liczbą oddziałów, by zwyciężyć, gdyż pod koniec dnia i one się wycofały. Jednodniowe widmo nieuchronnej klęski miało niewątpliwy wpływ na uformowanie z Masamune jednego z najwybitniejszych generałów swoich czasów.
Po niedoszłej bitwie udało się na krótko osiągnąć pokój z rodami Hatakeyama i Sōma. W roku 1589 Masamune pokonał Sōma i przekupił Morikuniego Inawashiro, ważnego wasala rodu Ashina. Potem zebrał potężne siły i wyruszył prosto na kwaterę główną Ashinów w Kurokawie. Wojska obu armii spotkały się 5 czerwca pod Suriageharą. Bitwa zakończyła się całkowitym zwycięstwem sił rodu Date. Po pokonaniu rodu Ashina, Masamune uczynił Aizu swoją bazą wypadową. W efekcie swoje poparcie dla rodu Date zgłosili Yoshichika Komine, Akimitsu Ishikawa i Tsunetaka Iwaki. Masamune miał już wówczas pod swoją kontrolą obszar obejmujący dzisiejszą prefekturę Fukushima i południowe rejony prefektur Yamagata i Miyagi, a jego wpływy obejmowały dodatkowo południowe Mutsu i część dzisiejszej prefektury Iwate. Tymczasem pogorszyły się i tak już nie najlepsze stosunki Masamune z kanpaku Hideyoshim Toyotomi – w owym czasie ród Ashina jemu podlegał, a więc starcie z nimi stanowiło niejako wyzwanie rzucone Hideyoshiemu. Hideyoshi ponawiał wezwania, aby Masamune przyjechał do stolicy i złożył mu hołd, ale ten uparcie je ignorował.
W międzyczasie pogorszeniu uległy stosunki Masamune z jego matką. Yoshihime nalegała, aby Masamune ustąpił z pozycji głowy rodu na rzecz młodszego brata, Kojirō. Niektórzy historycy twierdzą, że posunęła się nawet do próby otrucia własnego syna. W rezultacie Masamune doprowadził do śmierci brata. Po tej tragedii jego matka schroniła się u swojego brata z rodu Mogami.

## Daimyō
W roku 1590 Toyotomi Hideyoshi otoczył zamek Odawara i zobligował daimyō z regionu Tōhoku do udziału w kampanii wojennej skierowanej przeciw rodowi Hōjō. W pierwszym odruchu Masamune, utrzymujący dotąd poprawne stosunki z Hōjō, odmówił Hideyoshiemu, potem niechętnie wyraził zgodę, ale wciąż opóźniał swój przyjazd, czym rozwścieczył Hideyoshiego. W końcu młody daimyō, spodziewając się rozkazu swojej egzekucji, stanął przed obliczem Hideyoshiego. Chcąc uniknąć dalszych komplikacji, Hideyoshi zdecydował się go oszczędzić, argumentując, że Masamune może mu się jeszcze przydać. Uważa się też, że Masamune zaskarbił sobie przychylność Hideyoshiego, wyrażając chęć nauki ceremonii herbacianej u poważanego przez kanpaku mistrza Sen no Rikyū.
Masamune otrzymał od Hideyoshiego zamek Iwatesawa wraz z przyległymi ziemiami. Wprowadził się tam w 1591 roku, odbudował twierdzę i przemianował ją na Iwadeyamę. Wspierał również rozwój miasta zamkowego. Masamune mieszkał w Iwadeyamie przez 13 lat i przemienił region w ważne centrum polityczno-ekonomiczne. Razem ze swoimi ludźmi służył pod rozkazami Hideyoshiego podczas inwazji na Koreę (przemarsz jaskrawo ubranych wojsk rodu Date przez stołeczne Kioto stał się wówczas nie lada wydarzeniem, a do żołnierzy przylgnęło żartobliwe określenie datemono – gra słów oznaczająca „strojnisia”, a po śmierci Hideyoshiego przyłączył się do stronnictwa Ieyasu Tokugawy – prawdopodobnie za radą Kagetsuny Katakury lub z wdzięczności za pomoc udzieloną, gdy na Masamune padło podejrzenie o zdradę w 1595 roku. W 1600 roku Ieyasu wysłał Masamune z misją pacyfikacji Kagekatsu Uesugiego, a gdy pojawiło się zagrożenie z zachodu w postaci oddziałów Mitsunariego Ishidy, Masamune otrzymał od Ieyasu list, w którym ten obiecywał mu lenno warte milion koku ryżu w przypadku zwycięstwa. List ten znajduje się obecnie w muzeum w Sendai.
Ieyasu nagrodził Masamune, nadając mu późniejszą domenę Sendai, co uczyniło z Masamune jednego z najpotężniejszych daimyō w Japonii. Ieyasu obiecał mu wprawdzie domenę przynoszącą dochód w wysokości miliona koku ryżu, ale nawet po wprowadzeniu licznych usprawnień lenno przynosiło tylko ok. 640 tys. koku, z czego większość szła na wyżywienie rejonu Edo. W 1601 roku Masamune rozpoczął budowę zamku Sendai i miasta zamkowego. Tak narodził się późniejszy han Sendai. Iwadeyamę Masamune pozostawił pod zarządem swojego czwartego syna, Muneyasu. Niepozorne Sendai miało się w przyszłości stać wielkim, doskonale prosperującym miastem.
Jako znaczna potęga w północnej Japonii ród Date znajdował się zawsze w kręgu podejrzeń jako potencjalny rywal. Hideyoshi Toyotomi wykorzystał jego spóźnienie pod Odawarą jako pretekst do odebrania mu części ziem, a konkretnie Aizu zdobyte na rodzie Ashina. W późniejszych latach Ieyasu Tokugawa ponownie przyznał mu większe lenno, ale do końca życia z ostrożnością podchodził do Masamune i jego polityki. Jego szczególny niepokój budziły zapędy daimyō Sendai do prowadzenia polityki zagranicznej na własną rękę i jego kontakty z chrześcijańskimi misjonarzami, których postrzegał jako zagrożenie dla swojej władzy. Z tego powodu Ieyasu nakazał stracić ojca Sotelo po jego powrocie z misji do Europy.
Pomimo ciągłych podejrzeń Masamune Date przez większość czasu lojalnie służył Hideyoshiemu i Tokugawom. Brał udział zarówno w ekspedycji koreańskiej tego pierwszego, jak i w oblężeniu Osaki po stronie Ieyasu. Kiedy Ieyasu Tokugawa leżał na łożu śmierci, Masamune odwiedził go jako jeden z ostatnich i odczytał mu fragment poezji zen.

## „Patron” chrześcijaństwa

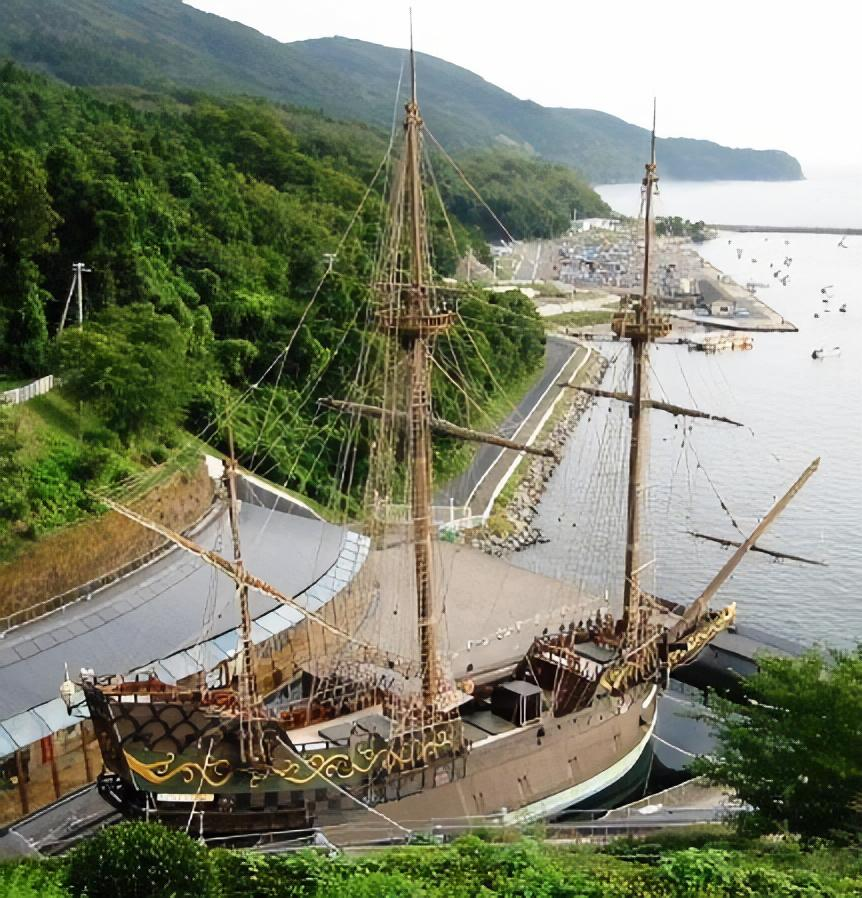
Replika statku Date Maru (San Juan Bautista) w Ishinomaki

Masamune rozwinął handel w odległym, zaściankowym regionie Tōhoku. Z początku musiał odpierać ataki wrogich rodów, ale udało mu się przezwyciężyć przeciwności losu i na początku okresu Edo zarządzał już jednym z największych lenn w kraju. Zbudował wiele zamków i opracował wiele projektów mających na celu upiększenie regionu. Wiadomo też, że zachęcał cudzoziemców, aby przybywali na jego ziemie. Jest jednak mało prawdopodobne, aby sam Masamune był chrześcijaninem. Wprawdzie ufundował i wysłał poselstwo do Europy celem nawiązania kontaktów z papieżem w Rzymie, ale prawdopodobnie kierowała nim chęć dostępu do nowych technologii, tak jak miało to miejsce w przypadku innych daimyō, takich jak Nobunaga Oda. Ponadto kiedy Ieyasu Tokugawa zakazał wyznawania chrześcijaństwa, Masamune, acz niechętnie, zgodził się wprowadzić u siebie rzeczone regulacje i pozwolił Ieyasu ścigać chrześcijan na swoich ziemiach. Przez 270 lat Tōhoku pozostało centrum handlu i dobrobytu. Siedemnastowieczny poeta-podróżnik Bashō Matsuo opiewał piękno Matsushimy w swoim słynnym haiku.
W latach poprzedzających wydanie dekretu zakazującego chrześcijaństwa Masamune okazywał przychylność zagranicznym kupcom i misjonarzom, którym pozwalał nauczać w swojej prowincji. Doprowadził również do uwolnienia z rąk Ieyasu Tokugawy ojca Sotelo. Masamune pozwolił Sotelo i innym misjonarzom na wyznawanie swojej wiary i nauczanie chrześcijaństwa w regionie Tōhoku.
Największym osiągnięciem politycznym Masamune było ufundowanie i wsparcie jednej z nielicznych szeroko zakrojonych japońskich misji dyplomatycznych tego okresu. Nakazał on zbudowanie europejskimi metodami statku ekspedycyjnego Date Maru (zwanego też San Juan Bautista) i w 1613 roku wysłał do Rzymu 180-osobową misję pod przywództwem jednego ze swoich wasali, Tsunenagi Hasekury, oraz ojca Sotelo. Ekspedycja odwiedziła m.in. Filipiny, Meksyk, Hiszpanię i Rzym, co było pierwszą japońską podróżą dookoła świata. Było to pierwsze takie przedsięwzięcie podjęte z inicjatywy japońskiego władcy feudalnego.
Kiedy siogunat Tokugawa zakazał chrześcijaństwa, Masamune musiał się podporządkować. Niektóre źródła sugerują jednak, że jego najstarsza córka, Iroha, była chrześcijanką.

## Rezydencje
1. Yonezawa-jō 米沢城, prefektura Yamagata (1567–1585)
2. Obama-jō 小浜城, prefektura Fukushima (1585–1586)
3. Yonezawa-jō 米沢城, prefektura Yamagata (1586–1589)
4. Kurokawa-jō 黒川城, prefektura Fukushima (1589–1590)
5. Yonezawa-jō 米沢城, prefektura Yamagata (1590–1591)
6. Iwadeyama-jō 岩出山城, prefektura Miyagi (1591–1601)
7. Sendai-jō 仙台城, prefektura Miyagi (1601–1627)
8. Wakabayashi-jō 若林城, prefektura Miyagi (1627–1636)

## Masamune w kulturze popularnej
- Telewizja
  - Dokuganryū Masamune, 1987, produkcja NHK w reżyserii Kena Watanabe, na podstawie powieści Sōhachiego Yamaoki
  - Dokuganryū no yabō! Date Masamune, 1993, produkcja Tōei/ANB w reżyserii Hidekiego Takahashi
  - Ai to yabō no dokuganryū Date Masamune, 1995, produkcja TBS w reżyserii Kyōheia Shibaty
  - epizody w następujących serialach historycznych telewizji NHK:
    - Taikō-ki (1965)
    - Mominoki wa nokotta (1970)
    - Haru no sakamichi (1971)
    - Tokugawa Ieyasu (1983)
    - Kasuga no tsubone (1989)
    - Aoi Tokugawa sandai (2000)
    - Toshiie to Matsu (2002)
    - MUSASHI (2003)
    - Tenchijin (2009)
- Film
  - Date Masamune (1912)
  - Date Masamune (1915)
  - Date Masamune (1919)
  - Dokuganryū Masamune (1942)
  - Dokuganryū Masamune (1959)
- Gry
  - Dokuganryū Masamune (1988)
  - Kessen (2000, PS2)
  - seria Sengoku Musō (2004~, PS2, Xbox, Wii)
  - seria Musō Orochi (2007~, PS2, Wii)
  - Tenkabito (2006, PS2)
  - seria Sengoku Basara (2005~, PS2, Wii)
  - Shogun 2: Total War
  - Ikemen Sengoku
  - Nioh (2017, PS4)

## Masamune w literaturze
- Opracowania naukowe
  - Date Masamune (Kobayashi Seiji)
  - Date Masamune-kyō (Suzuki Sadao)
  - Date Masamune-kyō denki shiryō (Hanso Date Masamune Kōhanshūkai)
  - Date Masamune no subete (Takahashi Tomio)
- Powieści
  - Date Masamune (Yamaoka Sōhachi)
  - Date Masamune (Kaionji Chōgorō)
  - Date Masamune (Washio Ukō)
  - Dokuganryū Masamune (Tsumoto Yō)
  - Dokuganryū Masamune (Saotome Mitsugu)
  - Dokuganryū Date Masamune (Nishino Tatsukichi)
  - Tatakau Masamune (Hoshi Ryōichi)
  - Dokuganryū no namida (Akagi Shunsuke)
  - Garyū no ten (Hisaka Masashi)
  - Księżycowe blizny (Katarzyna Clio Gucewicz)
- Opowiadania
  - Ōu no futari (Matsumoto Seichō)
  - Buke Seisuiki: Date Mutsu no kami Masamune (Nanjō Norio)
- Manga
  - Date Masamune (Yamaoka Sōhachi/Yokoyama Mitsuteru)
  - Sengoku Bushō Retsuden Date Masamune (Nagai Gō)